# Ioannis Melissanidis
Ioannis Melissanidis (Munich, Alemania, 27 de marzo de 1977) es un gimnasta artístico de ascendencia griega, especialista en la prueba de suelo con la logró ser campeón olímpico en 1996.

## Carrera deportiva
En el Mundial que tuvo lugar en Brisbane (Australia) en 1994 consiguió la plata en suelo, tras el bielorruso Vitaly Scherbo y empatado con el británico Neil Thomas.
En los JJ. OO. de Atlanta (Estados Unidos) de 1996 gana el oro en suelo, por delante del chino Li Xiaoshuang (plata) y del ruso Alexei Nemov (bronce).